# Anna Faris

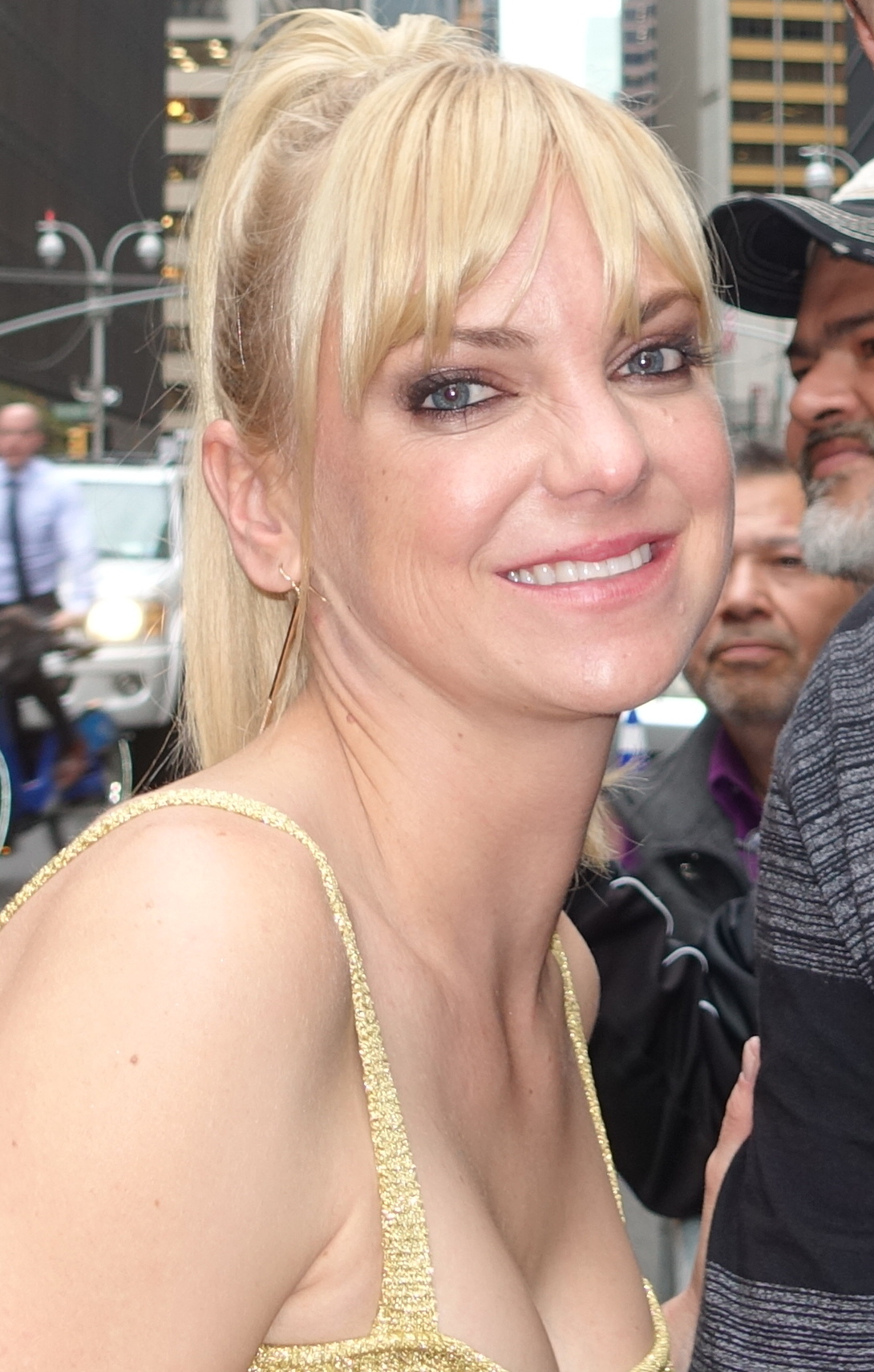
Anna Faris (2017)

Anna Kay Faris (* 29. November 1976 in Baltimore, Maryland) ist eine US-amerikanische Schauspielerin und Synchronsprecherin.

## Leben und Karriere
Anna Faris wuchs in Edmonds, Washington, nördlich von Seattle auf. Ihre Eltern, Karen und Jack Faris, ermutigten sie schon in jungen Jahren zur Schauspielerei. Ihr Schauspieldebüt gab Faris bereits im Alter von neun Jahren am Seattle Repertory Theatre. Nach ihrem Abschluss an der Edmonds Woodway High School studierte sie Anglistik an der University of Washington.
Bekannt wurde sie zunächst durch Fernsehserien, so war sie in der Serie Friends in einer Nebenrolle zu sehen.
Nach ihrem Filmdebüt in Lovers Lane (1999) zog Faris nach Los Angeles. In der Horror-Persiflage Scary Movie (2000) und dessen Fortsetzungen Scary Movie 2 (2001), Scary Movie 3 (2003) und Scary Movie 4 (2006) spielte sie die Hauptrolle und wurde in dieser Rolle für den MTV Movie Award in zwei Kategorien nominiert. Nach der Darstellung eines einfältigen Filmstars in Lost in Translation (2003) gelang es ihr, in Brokeback Mountain (2005) eine ernste Seite zu zeigen.
In den Kinofilmen Alvin und die Chipmunks 2 (2009) und Alvin und die Chipmunks 3: Chipbruch (2011) sprach Faris die Jeanette in den englischsprachigen Originalversionen. Auch der weiblichen Hauptfigur der Animationsfilme Wolkig mit Aussicht auf Fleischbällchen (2009) und Wolkig mit Aussicht auf Fleischbällchen 2 (2013), Sam Sparks, lieh sie ihre Stimme. 2010 und 2011 war Faris in den Komödien Take Me Home Tonight, Der perfekte Ex und Yogi Bär zu sehen; diese waren jedoch kein großer kommerzieller Erfolg. 2012 spielte sie im Film Der Diktator mit.
Größere Bekanntheit in der Fernsehlandschaft erlangte Faris vor allem durch ihre Gastrolle als Erica in der letzten Staffel von Friends. Es folgten Gastauftritte in Entourage und Saturday Night Live, in denen sie sich selbst darstellte. Seit 2013 spielte Anna Faris eine der Hauptrollen der Fernsehserie Mom. Am 4. September 2020 wurde bekannt, dass Faris nach sieben Jahren aus der Fernsehserie Mom aussteigen wird, um neue Möglichkeiten zu verfolgen.
2004 heiratete Faris ihren Schauspielkollegen Ben Indra, den sie 1999 am Set von Lovers Lane kennengelernt hatte. Am 3. April 2007 reichte sie die Scheidung ein. Von 2009 bis 2017 war sie in zweiter Ehe mit ihrem Schauspielkollegen Chris Pratt verheiratet. Aus dieser Ehe stammt auch der gemeinsame Sohn. Seit September 2017 ist Faris mit dem Kameramann Michael Barrett liiert, den sie bei den Dreharbeiten zum Film Overboard kennengelernt hatte. 2021 heiratete das Paar.
2017 wurde sie in die Academy of Motion Picture Arts and Sciences (AMPAS) aufgenommen, die jährlich die Oscars vergibt.

## Filmografie

### Als Schauspielerin
- 1991: Belüge mich nicht (Deception: A Mother’s Secret)
- 1996: Eden
- 1996: Skanks (Kurzfilm)
- 1999: Lovers Lane
- 2000: Scary Movie
- 2001: Scary Movie 2
- 2002: Hot Chick – Verrückte Hühner (The Hot Chick)
- 2002: May
- 2002: Snow Job – Auf der Piste ist die Hölle los (Sheer Bliss, Winter Break)
- 2003: Winter Break
- 2003: Lost in Translation
- 2003: Scary Movie 3
- 2004: Spelling Bee
- 2004: Friends (Fernsehserie, 4 Folgen)
- 2004: Southern Belles
- 2005: Brokeback Mountain
- 2005: Wild X-Mas (Just Friends)
- 2005: AbServiert (Waiting…)
- 2005: 3 & 3
- 2005: Blue Skies
- 2006: Scary Movie 4
- 2006: Die Super-Ex (My Super Ex-Girlfriend)
- 2006: Guilty Hearts
- 2007: Smiley Face
- 2007: Entourage (Fernsehserie, 3 Folgen)
- 2007: Mama’s Boy
- 2008: House Bunny
- 2009: Shopping-Center King – Hier gilt mein Gesetz (Observe and Report)
- 2009: Frequently Asked Questions About Time Travel
- 2010: Yogi Bär (Yogi Bear)
- 2011: Take Me Home Tonight
- 2011: Der perfekte Ex (What’s Your Number?)
- 2012: Der Diktator (The Dictator)
- 2013: Movie 43
- 2013: Das hält kein Jahr…! (I Give It a Year)
- 2013–2020: Mom (Fernsehserie, 152 Folgen)
- 2014: 22 Jump Street
- 2014: Steve’s First Bath
- 2016: Keanu
- 2018: Overboard
- 2018: The Joel McHale Show with Joel McHale (Fernsehserne, Folge 1x12)
- 2019: Gay of Thrones (Fernsehserie, Folge 6x02)
- 2022: The Estate – Erben leicht verkackt (The Estate)
- 2022: Geek Girls Universe Podcast (Podcast-Serie, Folge 3x31)
- 2022: The Peepkins (Podcast-Serie, 7 Folgen)
- 2024: Der Spion von nebenan 2 (My Spy: The Eternal City)

### Als Synchronsprecherin
- 2009: Alvin und die Chipmunks 2 (Alvin and the Chipmunks: The Squeakquel, Stimme von Jeanette)
- 2009: Wolkig mit Aussicht auf Fleischbällchen (Cloudy with a Chance of Meatballs, Stimme von Sam Sparks)
- 2011: Alvin und die Chipmunks 3: Chipbruch (Alvin and the Chipmunks: Chipwrecked, Stimme von Jeanette)
- 2013: Wolkig mit Aussicht auf Fleischbällchen 2 (Cloudy with a Chance of Meatballs, Stimme von Sam Sparks)
- 2015: Alvin und die Chipmunks: Road Chip (Alvin and the Chip Munks: The Road Chip, Stimme von Jeanette)
- 2017: Emoji – Der Film (The Emoji Movie, Stimme von Jailbreak)
- 2022: Die Simpsons (The Simpsons, Fernsehserie, Folge 34x03, Stimme von Ashley)

### Als Executive Producerin
- 2008: House Bunny
- 2011: Der perfekte Ex (What's Your Number?)
- 2022: Unqualified (Podcast-Serie, eine Folge)
- 2022: The Peepkins (Podcast-Serie)

## Auszeichnungen (Auswahl)
- 2003: Runner-Up: Beste Nebendarstellerin, BOP Calvin Awards (Lost in Translation)[10]
- 2005: Runner-Up: Beste Nebendarstellerin, BOP Calvin Awards (Just Friends)[11]
- 2012: CinemaCon Comedy Star of the Year[12]